# Grupo Zed
Grupo Zed es una multinacional española de servicios móviles avanzados. Especializada en aumentar el ingreso mediano (ARPU) de las operadoras móviles y de las grandes compañías, cuenta con su propia plataforma de tecnología de datos, Memento, que es capaz de gestionar miles de millones de interacciones móviles para realizar recomendaciones a los clientes. La cartera de productos y servicios del Grupo Zed son en un 85 % propiedad intelectual propia y giran en torno a cuatro líneas de negocio: Digital Marketing, Mobile Financial Services, Transaction Services y Digital Entertainment. La compañía opera en más de 70 países y 4 continentes y tiene acuerdos con más de 170 operadoras de telefonía móvil. Cuenta con 500 millones de clientes activos y gestiona 3.000 millones de nuevos datos al día. Genera más de 680 millones de transacciones al mes.
Entre las compañías que forman parte del Grupo Zed, empresas fundadas por los hermanos Pérez Dolset, encontramos a Ilion Animation Studios, estudio de animación fundado en 2002 para crear películas de animación por ordenador; Planeta 51; Pyro Studios, empresa de desarrollo de videojuegos, creadores de la saga de estrategia Commandos, Praetorians e Imperial Glory; y a U-tad, Centro Universitario de Tecnología y Arte digital.

## Historia
La compañía fue fundada en España en 1996, por la familia Pérez Dolset, con el lanzamiento del portal LaNetro, que tenía el objetivo de ofrecer contenidos de ocio y entretenimiento para apoyos interactivos en cualquier dispositivo de acceso a Internet. En 1998, después de la fundación de Pyro Studios se lanza el videojuego Commandos: Behind Enemy Lines, número uno en 25 países. En 2002, decidió concentrar sus esfuerzos en los contenidos de valor añadido para móviles. Dos años después, en septiembre de 2004, LaNetro adquirió Zed, empresa pionera del sector, a la operadora nórdica TeliaSonera y pasó a denominarse LaNetro Zed manteniendo la marca Zed para sus productos y servicios para móviles. 
En diciembre de 2006, consiguió un acuerdo con el Consejo de Administración de Monstermob, uno de sus competidores con sede en el Reino Unido, para la adquisición de la compañía que en la actualidad es una filial del grupo Zed. Esta operación reforzó la presencia internacional de Zed en importantes comprados como el Sudeste Asiático, China, Rusia y EE. UU. Este mismo año en España, se llevó también a ninguno la adquisición de la compañía de servicios de marketing móvil Alvento. Estos movimientos hicieron que la compañía cerrara 2006 con un incremento del 235 % sobre la facturación respecto al ejercicio anterior.
En febrero de 2007, la compañía lanzó la primera plataforma que integra servicios de comunidad basados en Web 2.0 para la integración de PC y móvil. Este mismo año LaNetro Zed anunció el cambio de nombre para pasar a denominarse Zed Worldwide y operar bajo la marca de Grupo Zed. En los Estados Unidos, Zed empieza a ofrecer sus contenidos a través del portal Ringtonejukebox.com, que recibe 2 millones de visitas al mes. Gracias al éxito de RingToneJukeBox y a los acuerdos con discográficas, en 2007 Zed se convirtió en el sexto proveedor de música digital en los Estados Unidos. 
A principios del 2008 Grupo Zed estableció una joint venture con el Grupo Planeta para la gestión de las guías locales Lanetro.com. Por otro lado, llevó a cabo la adquisición de Netpeople ampliando su presencia al mercado latinoamericano. 
En marzo de 2009, Zed establece una joint venture con Tanla Solutions en India, centrada en el desarrollo de productos y servicios para móviles.  Gracias a esta operación Zed empieza a operar en el segundo mayor mercado del mundo por número de usuarios móviles.  En mayo la compañía adquiere Player X, compañía británica líder de servicios para móviles. A través de esta adquisición, Zed refuerza su posición como proveedor de operadoras, cubriendo toda la cadena de valor añadido de productos y servicios para móviles. 
El gran hito del grupo durante 2009 corresponde a Ilion Animation Studios, el estudio de largometrajes de animación digital del mismo grupo, que en noviembre estrenó Planeta 51, la película española más taquillera de 2009.
En 2010 Zed lanza la marca iZ para desarrollar y comercializar juegos para redes sociales. En 2012 tiene lugar la puesta en marcha de Memento, motor de recomendación Big Fecha; el lanzamiento de Nrich, plataforma de investigación y recomendaciones para operadoras; y Gadir, plataforma para la gestión y supervisión de tiendas virtuales de contenidos móviles. También se crea la plataforma de Mobile Financial Services, donde consumidores y comercios pueden acceder a pagos, servicios de fidelización y promociones de forma sencilla y abajo coste.
El año 2013 nace eBook Club después del acuerdo de distribución a nivel mundial con 24symbols, plataforma de lectura de libros digitales en la nube.
En 2016 la empresa se declara en quiebra, siendo su principal accionista y acreedor Mijaíl Fridman.
A partir del año 2018 Zed no pertenece a la familia Pérez Dolset.
A partir de 2019 comienza una batalla legal entre Fridman y Jose Perez Dolset ante la Audiencia Nacional española por supuestos hecho de corrupción por parte de Fridman en la adquisición de la empresa.

## Estructura
Los productos y servicios de Zed giran en torno a cuatro líneas de negocio que son:
- Digital Marketing
- Mobile Financial Services
- Transaction Services
- Digital Entertainment

Dentro de estas cuatro líneas, la compañía ha desarrollado una serie de soluciones que ayudan a las operadoras y grandes empresas a conectar con sus clientes. Gracias a su propio motor de recomendaciones Memento, recogen, almacenan, organizan enormes cantidades de datos para analizarlos y convertirlos en recomendaciones y predicciones, construyendo patrones de comportamiento en base a esta información.
Desde principios de 2011, el área de Investigación y Desarrollo de Zed se ha volcado en cinco grandes líneas de investigación:
- Big Data
- Cloud Computing
- Mobile App Ecosystems
- Human ? Device Interaction
- Smart Everything

Estas líneas tienen como meta final el desarrollo de soluciones comerciales viables y rentables a largo plazo.